# 約拿·海克斯
約拿·海克斯（英語：Jonah Hex）是一位由DC漫畫發行出版的虛構西部反英雄。
角色是由作家約翰·阿爾巴諾和藝術家東尼·迪魯尼加創作。海克斯是個名符其實、憤世嫉俗、右臉有著可怕傷疤的「賞金獵人」。
儘管他的名聲和人格都不太不佳，但海克斯仍以自身名譽來保護無辜和報復敵人。
該角色由佐斯·布連飾演2011年的真人電影《疤面鬼煞手》，而湯瑪斯·傑恩則在DC宇宙動畫原創電影《DC陳列櫥：約拿·海克斯》中擔任他的配音員。
IGN將約拿·海克斯排名於最偉大的漫畫英雄第73名，指出「他與眾不同的外表和引人入勝的冒險，使得海克斯與其他的牛仔英雄們大相逕庭。」。

## 人物
首次海克斯登場在《全明星西部》#10，這個漫畫是來自1971年過時的DC漫畫。
由導演塞吉歐·李昂尼所編寫的《無名客三部曲》電影中由克林·伊斯威特飾演「沒有名字的男人」，啟發了包括一些DC漫畫的戰爭喜劇路線，以及同一系列的專案《蝙蝠俠》#237一個半頁的版本。
這家專案含有約拿·海克斯的首次出版的圖像，以及在他的第一個完整的故事，外表不使用兩人的對話充滿漫畫面板。
他的後代是柴斯迪蒂·海克斯 (Chastity Hex)

## 出版歷史

### 登場
他的第一個完整故事登場在《全明星西部》#10的第二卷漫畫；出版幾個星期後，漫畫名稱重新命名為《奇怪的西方傳說》共十二期。約拿·海克斯的頭像獲得了版權，直到#38中，由「獵頭者」這個漫畫角色聚集了焦點，約拿搬進了同名漫畫於1977年。該系列持續了92的發行號，邁克爾·弗萊舍作為主要的作家和東尼·迪魯尼加負責其美術部分。

### 海克斯
《約拿·海克斯》取消在《在地球的無限危機》中的情節（1985年，其中約拿也和獵頭者與其他西方英雄一同出現在發行號＃3），但在同年約拿移動到一個新的18 -發行號系列，標題為《海克斯》，也由邁克爾·弗萊舍撰寫。在後來這系列離奇轉變，海克斯發現他已經被運送到了21世紀，並成為有點像是世界末日過後的戰士，這使人聯想到導演梅爾·吉勃遜的成名作《衝鋒飛車隊》。該系列曾只在美國平庸的成功，但廣受喜愛，並在英國、意大利、西班牙和日本深受好評。

### 限定系列

限定系列《約拿·海克斯：雙槍魔》#2:邀約至崖邊 封面

在DC的Vertigo標記的三個《約拿·海克斯》短劇已經推出。這些系列，由喬·R·蘭斯代爾撰寫和蒂莫西·杜魯門繪製，適合加入更多的西方恐怖片，例如：海克斯和殭屍的互動（1995年，《雙槍魔》#1-5）、克蘇魯（1995年，《騎士與蠕蟲的搏鬥》#1-5）和生靈（1999年，《西方的陰影》#1-3）。

### 約拿·海克斯vol. 2
2005年11月，DC開始了新的作品《約拿·海克斯》系列，由賈斯汀·格雷負責書面、吉米·帕爾苗蒂作為藝術家。該系列的第一期發布於2006年1月，並在論壇上留言發布，格雷和帕爾苗蒂曾表示打算將海克斯的生活和職業生涯描繪成各種冒險。主要不同的是，該系列的發布沒有外部漫画准则管理局的約束，故事無需保持與Vertigo標記的黑暗幻想主題。海克斯原來的藝術家東尼回到了這本書的兩個發行號（#5和#9）畫鉛筆稿。約翰·希金斯畫了發行號#28，且和J.H.威廉姆斯三世為《約拿·海克斯》#35提供了先進的風格，表示有興趣做更多：「我當然希望自己做得更多，甚至是圖畫小說，如果有機會和時間會安排空出自己」。
為了電影，格雷和帕爾苗蒂寫了原有和發行相符的圖畫小說《約拿·海克斯：不歸之路》，其圖畫則來自東尼。

### 全明星西部vol. 3
因為有52個新的DC漫畫將要重啟，所以《約拿·海克斯vol. 2》取消，約拿轉變為主角的故事出現在全明星西部vol. 3（2011年11月），而不是多個合一的故事。《全明星西部》是一個一直在持續發展的故事，發現約拿來到了19世紀80年代的高譚市，與阿瑪迪斯·阿卡姆（Amadeus Arkham）合作。

## 經歷

### 起源
故事開始於他的酒鬼父親伍德森·海克斯（Woodson Hex），約拿成為了被父親虐待身體的受害者。於1851年，他的父親最終不再扶養他，在他13歲時將約拿賣到阿帕契部落。他們不斷讓約拿工作，直到又一天他從美洲獅的攻擊中救出了莤長，他對約拿表示歡迎，認同為該部落的正式成員。莤長將他認作為自己的兒子，這但使得莤長之子盧-譚德（Noh-Tante）感到嫉妒。約拿和盧-譚德都心慕於一位叫白媚（White Fawn）的年輕女孩，在16歲的成年儀式上他的兄弟盧叛逃，讓約拿留下被敵人基奧瓦人殺死。而約拿被一位巡邏的騎兵救出，雖然他在試圖搶救時他的食道處中了彈。騎兵死後離開，約拿在樹林中了以一個老舊的捕獸夾求生。當他回到他的部落的營地時，卻發現他們早已不見了。

### 惡魔的印記
最後他又回到阿帕契部落於1866年，約拿發現盧-譚德居然娶了白媚，並與大家當眾宣稱當時在成年儀式上時盧-譚德叛逃並丟下了他，差點遭基奧瓦人殺死，但這個指控由於對方否認，所以決定讓他們倆進行審判形式的戰鬥。戰鬥中盧-譚德破壞了約拿的印地安戰斧，迫使約拿作弊而終止了這場「刀戰」的對決，因為約拿打破了這個戰鬥的規則與殺了酋長的兒子，酋長宣布要將約拿判刑「惡魔的印記」與死刑般的放逐。多年後，約拿再次返回部落試圖營救遭綁架的一名白人婦女白媚，但自己也遭到了敵人的綁架，之後中了槍的白媚幫助約拿逃走。半年後，他在亨利·德·奧柏格寧（Henri d'Aubergnon）的協助下再次返回了部落。

### 賞金獵人
約拿接下了他第一個懸賞任務，成為了「賞金獵人」，按照規矩要來尋找盧卡斯「瘋狗」曼克吉爾。約拿在執行懸賞任務的同時已經喝醉了，他看見一名男子也就是「瘋狗」，在轎車外毆打自己的妻子，他認為那名「瘋狗」可能是他的父親伍德森·海克斯虐待他的母親夢吉妮安·海克斯（Virginia Hex），於是馬上解決了「瘋狗」，當地的副經理當場看見約拿即使喝醉了仍然在最快的平局下擊殺了「瘋狗」，並給予了懸賞盧卡斯「瘋狗」曼克吉爾的大量獎金，約拿接受了獎金，並灑在大街上，接著騎馬離開小鎮。

### 死亡
約拿遭到了喬治·巴羅槍殺，儘管一些負面的報導如何寫著他是怎麼死的，當時海克斯正在當地營業中的店鋪中打著撲克牌，這時殺死了週遭正在打撲克牌的對手，突然喬治·巴羅衝進來拿著獵槍，對準他的胸口殺死了約拿。這時喬治由當地的法律判刑，他丟棄了武器投降，遭到了當地警長的槍殺處決。
約拿的屍體被丟棄至位於怀俄明州的邊境城市遊樂園拉米爾，被一名邪惡人體收藏家勞倫斯教授帶走，並復原重組回原本約拿的身體。
在「極黑之夜」中，一枚黑光能量戒指發現約拿的屍體符合成為戒指主人的資格，復活後使他成為了「黑光軍團」的成員，詳見其他作品「極黑之夜」。

### 其他作品
- 《蝙蝠俠：布魯斯韋恩歸來》中與蝙蝠俠一決高下時，海克斯提防了對方的蝙蝠飛鏢，蝙蝠俠則受到海克斯的神準槍法擊中身體[17]。
- 《極黑之夜》中約拿的屍體由黑光軍團領導人黑死帝釋放出黑光能量戒指的復活下，一同與其他黑光軍團成員參與了光之戰。

## 關於設計
2010年菲律賓記者安娜·范夢露採訪了東尼·迪魯尼加，描述了他當初的想法。
|                 | 當我成為創作「約拿·海克斯」圖像的那一刻時，我曾去看了醫生，在那裏我看見了一個美麗的人體解剖圖，又看見另一個，從頭到腳趾被劈成兩半的人體圖，一半是骨骼，另一半是神經與肌肉，這就是我的想法不會那麼糟糕的原因，這是就是「他」的另一半。 |
| ——東尼·迪魯尼加 | |

## 能力與武器配備
故事顯示海克斯並沒有大多數超人般的力量，但他具備一些特殊能力，是經過嚴格的磨練與幾次的死亡邊緣，讓他所學習出來的能力。
就算已經瞎了右眼，但海克斯仍然是一個優秀的槍手，非常少錯過他的狩獵目標，速度也非常的快，可以在多個故事中一次擊倒多名對手，也能可以看出別人的射擊彈道。在戰場上，他也是一個足智多謀的人，往往依靠隱身、技巧，設置陷阱擊敗他的對手，海克斯也類似於同系列的DC漫畫中的喪鐘這個角色。他的反應能力很快，曾已證明比威利德·比爾·希科克（Wild Bill Hickok）和蝙蝠俠還要來得迅速。海克斯還是一個駕駛專家，他在21世紀時能開動各種機動車輛。
在DC宇宙中，他被稱為幾乎有著超人般的能力、槍法與19世紀時期的武器，大多是左輪手槍。之後約拿被送到了未來，他獲得一把魯格黑鷹 .357 Magnums，他選擇使用此武器的原因為就像約拿在西部時代使用的左輪手槍一樣，但約拿仍想和每個歹徒一樣擁有更現代化的武器裝備。
海克斯也有一個很特殊的感官，當敵人已在前方埋伏陷阱時，他能透過敏銳的感官察覺出這是一個危險的陷阱，這不是一個超人般的感官，而是透過多次的戰鬥與狩獵所磨練出來的本能。此外約拿也是一個非常難擊敗的對手，他往往遭受到酷刑與重傷，依然能夠繼續戰鬥下去。
約拿在西方有多次無情殺害他人的名聲，就像蝙蝠俠即使受到了榮譽的象徵會保護無辜與報復。在很多場合，他的名聲已證明了可使敵人感到害怕，知道惡名昭彰的約拿會嚇阻他們而失去勇氣，並在絕望中對峙約拿，使他們做出糟糕的選擇並誤入約拿的陷阱。
約拿在《超人/蝙蝠俠＃16》中，在許多時候與蝙蝠俠戰鬥，經常以肉搏戰打敗蝙蝠俠，同時也在該作中獲得蝙蝠俠給予的氪石子彈。
在真人電影《疤面鬼煞手》中，他能夠藉由握住死人的手暫時使其復活，強迫他們說出實話，而這個能力在漫畫中，卻曾未使用過（原作中他並未擁有超能力）。

## 其他媒體

### 電視劇
- 《蝙蝠俠：1992年動畫系列》：海克斯出現於「決戰（Showdown）」一集中，由威廉·麥金尼配音。

忍者大師告訴蝙蝠俠說海克斯正在追捕忍者大師的兒子阿爾卡季·杜瓦爾（Arkady Duvall，由馬爾科姆·麥克道威爾配音）。
- 《正義聯盟無限版》：是海克斯（由亞當·鮑德溫配音）在《奇怪的西方傳說》來到未來的故事，他主要幫助19世紀70年代的英雄蝙蝠俠、神力女超人、綠光戰警約翰·史都華，尋找一名罪犯大衛·克林頓的時空旅行者。
- 《蝙蝠俠智勇悍將》：海克斯在動畫中身為一個「時空訪客」來到了蝙蝠俠的動畫中。
- 《少年悍將 GO！》：海克斯曾在其第3集「艾德的司機（Drivers Ed）」中，他的臉出現在一個遊樂場的看板上。
- 綠箭宇宙：由強納森·史凱奇飾演，主線劇情出現於《明日傳奇》協助傳奇們。
  - 《明日傳奇》：海克斯於第一季第十一集中登場[24][25]。
  - 《閃電俠 (2014年電視劇)》：海克斯出現於貝瑞穿越地球2時的旅行中。
  - 2019年交叉集《無限地球危機 (綠箭宇宙)》：地球18的約拿·海克斯出現於復活泉水阻擋奧立佛的儀式。

### 電影
- 《絕命大剋星》：為1994年由HBO推出的電視電影，一個近乎盲目的內戰倖存者迦南的靈感是受海克斯所啟發。
- 《疤面鬼煞手》：一個真人電影發布於2010年6月18日。由佐斯·布連飾演約拿，約翰·馬克維奇飾演反派昆汀·藤布林。電影是由華納兄弟、傳奇影業和Weed Road影業出品。

在短片《DC陳列櫥：約拿·海克斯》中的約拿·海克斯

- 《DC陳列櫥：約拿·海克斯》：一部由Joaquim Dos Santos導演的動畫短片，收錄於《蝙蝠俠：決戰紅帽火魔》DVD中[26]。約拿·海克斯由湯瑪斯·傑恩配音。而在真人電影的候選中，湯瑪斯輸給了佐斯·布連。但事後電影的評價和票房極為不佳，湯瑪斯才謝天謝地地表示還好他當時將此角色讓給了佐斯。

### 動態漫畫
約拿·海克斯被刊登在《Jonah Hex: Motion Comics》中，由吉姆·卡明斯作為其角色配音。
《The Ballad of Jonah Hex》是取自《約拿·海克斯》發行號40第2卷所獨立製作的動態漫畫。它是由詞曲作者伊恩·弗雷澤在2007年創作的，和他的抒情歌曲內容一致。

### 腳註
1. ↑  All-Star Western #10 （页面存档备份，存于） at the Grand Comics Database
2. ↑  . IGN.   [2011-05-11]. （原始内容存档于2011-05-07）.
3. ↑  All-Star Western #10 at the Grand Comics Database
4. ↑  McAvennie, Michael; Dolan, Hannah, ed. (2010). "1970s". DC Comics Year By Year A Visual Chronicle. Dorling Kindersley. p. 151. ISBN 978-0-7566-6742-9. "The Western comic had all but ridden off into the sunset, until the arrival of Jonah Hex gave the genre a new face ... A tale by John Albano and drawn by Tony DeZuniga immediately presented the bounty hunter as a cold-blooded killer."
5. ↑  Manning, Matthew K. "1980s" in Dolan, p. 214: "Transported from the Wild West of the past to a dystopic future society, Jonah Hex had to adapt to the times in this brave new world and series crafted by writer Michael Fleisher and artist Mark Texeira."
6. ↑  . Scribd.com. 2009-01-31  [2011-01-16]. （原始内容存档于2011-09-23）.
7. ↑  Jonah Hex Vol 3 #1
8. ↑  . Paperfilms.invisionzone.com.   [2011-01-16]. （原始内容存档于2010-07-15）.
9. ↑  Riding With Jonah Hex: John Higgins 的存檔，存档日期2009-08-25., Newsarama, February 6, 2008
10. ↑  JH Williams: On Drawing Jonah Hex （页面存档备份，存于）, Newsarama, September 4, 2008
11. ↑  Jonah Hex's Good Luck （页面存档备份，存于） Eye on Comics, August 21, 2008
12. ↑  Smith, Zack. . Newsarama. 2010-05-24  [2010-05-29]. （原始内容存档于2010-05-27）.
13. ↑  Jonah Hex #7
14. 1 2  Jonah Hex #8
15. ↑  Secret Origins Vol 2 #21
16. ↑  DC Special Series #16 at the Grand Comics Database
17. 1 2  Hex defeats Batman
18. ↑  Valmero, Anna (July 2, 2010). "‘Jonah Hex’ creator is a hero for Filipino comic book artists". loqal.ph (Filquest Media Concepts, Inc.). Retrieved May 11, 2012
19. ↑  Weird Western Tales #13
20. ↑  Batman: The Return of Bruce Wayne #4
21. ↑  Who's Who (Volume 1) #11
22. ↑  .   [2014-04-20]. （原始内容存档于2014-04-05）.
23. ↑  .   [2014-06-03]. （原始内容存档于2014-04-19）.
24. ↑  Prudom, Laura. . Variety. 2016-01-12  [2016-01-12]. （原始内容存档于2016-01-15）.
25. ↑  Bucksbaum, Sydney. . The Hollywood Reporter. 2016-01-19  [2016-01-19]. （原始内容存档于2016-01-21）.
26. ↑  Arnold, C.F. . COMICS aRE deAd. comicsaredead.com. 2010-03-26  [2010-03-26]. （原始内容存档于2010-03-30）.
27. ↑  . E to the n Music.   [2013-07-30]. （原始内容存档于2013-10-23）.

## 外部連結
- Jonah Hex Comics
- Jonah Hex at the DC Comics Database
- Jonah Hex at Don Markstein's Toonopedia
- 漫画书数据库：Jonah Hex